# Stretton (Rutland)
Pour les articles homonymes, voir Stretton.
Stretton est un village et une paroisse civile du Rutland, en Angleterre. Il est situé dans le nord du comté, près de la route A1 qui relie Londres à Édimbourg. Le chef-lieu du Rutland, Oakham, se trouve à une quinzaine de kilomètres au sud-ouest. Au recensement de 2011, la population de Stretton s'élevait à 1 260 habitants en comptant ceux de la paroisse civile voisine de Thistleton.

## Étymologie
Le nom Stretton est porté par plusieurs localités en Angleterre. Il provient des éléments vieil-anglais strǣt et tūn et désigne une ferme ou un village situé près d'une ancienne route romaine, ici Ermine Street.